# Віше-Сара (Совмее-Сара)
Віше-Сара (перс. ويشه سرا) — село в Ірані, у дегестані Тагер-Ґураб, у Центральному бахші, шагрестані Совмее-Сара остану Ґілян. За даними перепису 2006 року, його населення становило 120 осіб, що проживали у складі 35 сімей.

## Клімат
Середня річна температура становить 13,95 °C, середня максимальна – 27,82 °C, а середня мінімальна – -1,60 °C. Середня річна кількість опадів – 766 мм.
| Клімат поселення                              | Клімат поселення | Клімат поселення | Клімат поселення | Клімат поселення | Клімат поселення | Клімат поселення | Клімат поселення | Клімат поселення | Клімат поселення | Клімат поселення | Клімат поселення | Клімат поселення | Клімат поселення |
| Показник                                      | Січ.             | Лют.             | Бер.             | Квіт.            | Трав.            | Черв.            | Лип.             | Серп.            | Вер.             | Жовт.            | Лист.            | Груд.            |                  |
| Середній максимум, °C                         | 8,25             | 9,15             | 12,06            | 17,70            | 22,17            | 25,16            | 27,82            | 27,42            | 24,42            | 21,02            | 16,49            | 12,05            |                  |
| Середня температура, °C                       | 3,34             | 4,20             | 7,15             | 12,80            | 17,22            | 20,21            | 23,36            | 22,95            | 19,96            | 16,57            | 12,02            | 7,60             |                  |
| Середній мінімум, °C                          | −1,6             | −0,71            | 2,20             | 7,84             | 12,32            | 15,28            | 18,90            | 18,50            | 15,50            | 12,12            | 7,57             | 3,13             |                  |
| Норма опадів, мм                              | 79               | 64               | 67               | 54               | 38               | 23               | 12               | 33               | 74               | 110              | 92               | 120              |                  |
| Середньомісячна швидкість вітру, м/с          | 2.25             | 2.33             | 2.40             | 2.30             | 2.30             | 2.60             | 2.50             | 2.40             | 2.15             | 2.00             | 1.93             | 1.92             |                  |
| Середньомісячна сонячна радіація, кДж/м²·день | 6856             | 9111             | 11191            | 15889            | 20120            | 22864            | 23663            | 20031            | 16371            | 11209            | 8563             | 6617             |                  |
| --------------------------------------------- | ---------------- | ---------------- | ---------------- | ---------------- | ---------------- | ---------------- | ---------------- | ---------------- | ---------------- | ---------------- | ---------------- | ---------------- | ---------------- |
| Джерело:                                      |                  |                  |                  |                  |                  |                  |                  |                  |                  |                  |                  |                  |                  |